# Кристьяун Йоунссон

Кри́стьяун Йо́унссон, исл. Kristján Jónsson (4 марта 1852 — 2 июля 1926) — премьер-министр Исландии с 14 марта 1911 до 24 июля 1912.

## Биография
Родился на ферме Гёйтлёнд на северо-западе Исландии. Беспартийный, член альтинга в 1893—1905 и 1908—1913
Его два брата, Пьетюр и Стейнгримюр, также были политиками и членами альтинга, Пьетюр, кроме того, был министром по промышленным делам в 1920—1922 в правительстве Йоуна Магнуссона. Тесть Сигюрдюра Эггертса, премьер-министра Исландии в 1914—1915 и в 1922—1924.